# Acromantis grandis
Acromantis grandis là một loài bọ ngựa được phát hiện tại Việt Nam và Nepal.